# Pila (Cypr)
Pila (gr. Πύλα) – wieś w Republice Cypryjskiej, w dystrykcie Larnaka. W 2011 roku liczyła 2771 mieszkańców.